# Krčil
Krčil je přírodní rezervace poblíž města Počátky v okrese Pelhřimov v nadmořské výšce 670–675 metrů. Oblast spravuje Krajský úřad Kraje Vysočina. Důvodem ochrany je soubor vodních, mokřadních, lesních a lučních ekosystémů zahrnujících početnou skupinu zvláště chráněných druhů. Prostor rezervace zahrnuje stejnojmenný rybník a jeho blízké okolí.

## Galerie

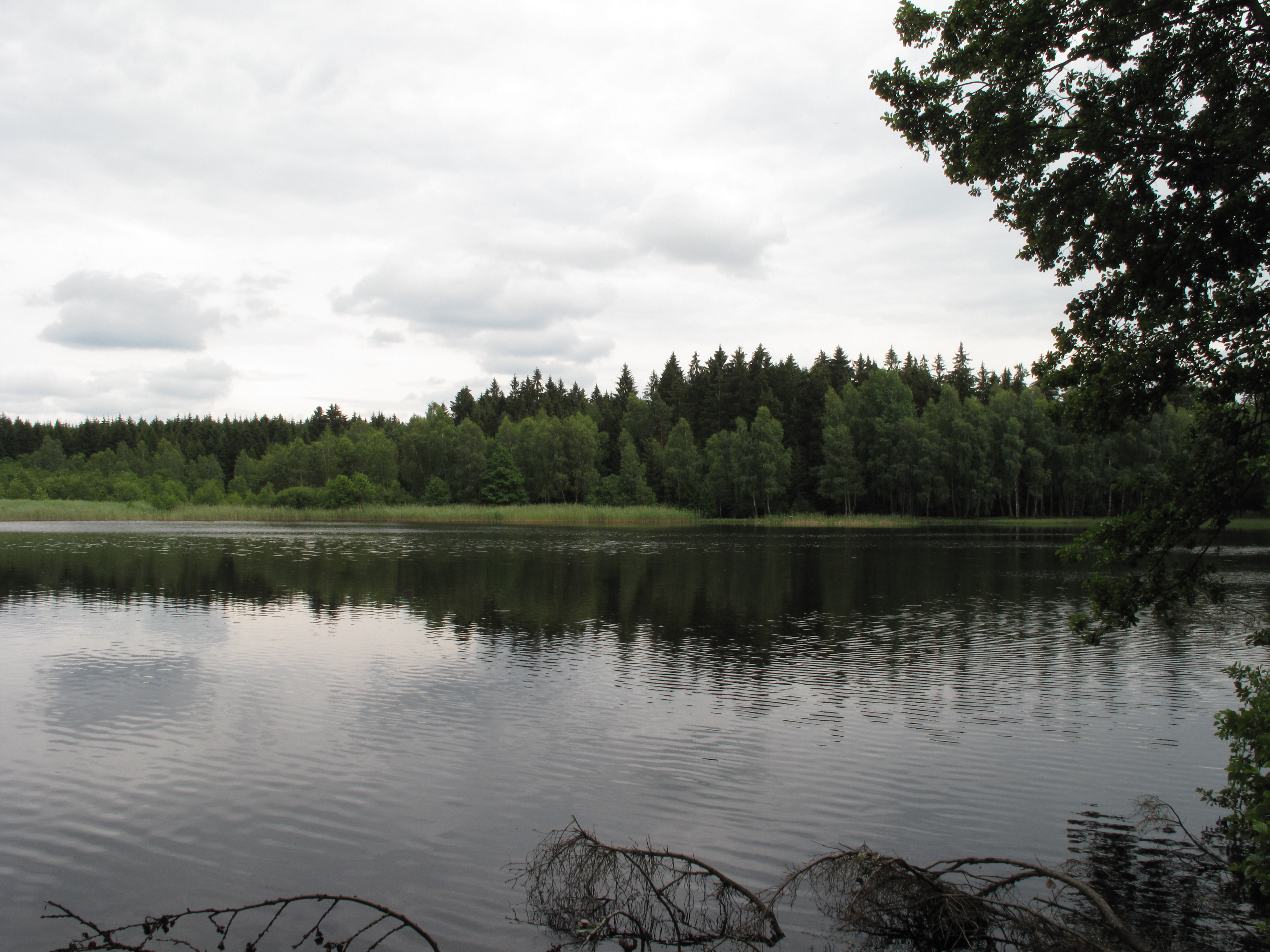
Rybník
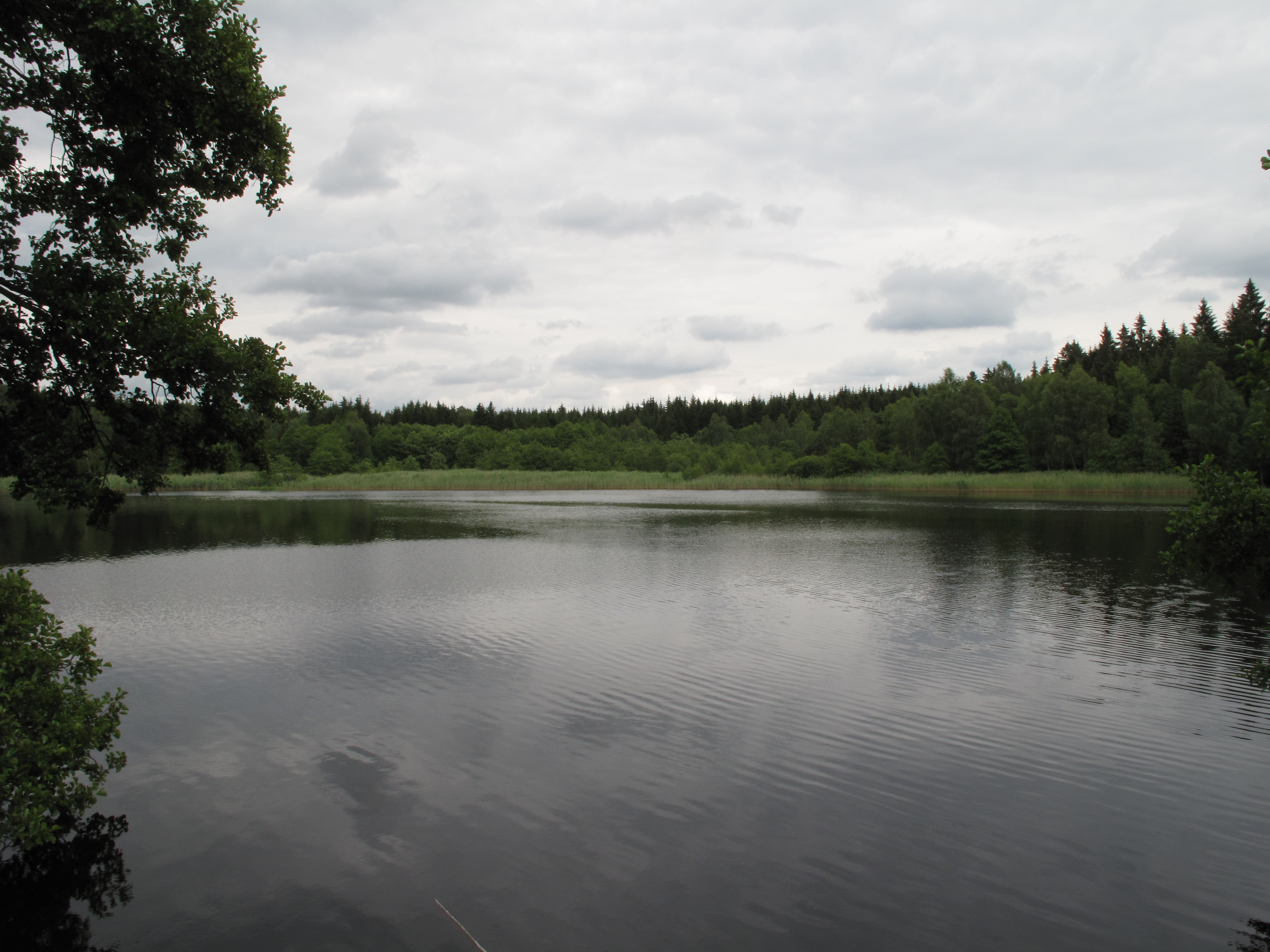
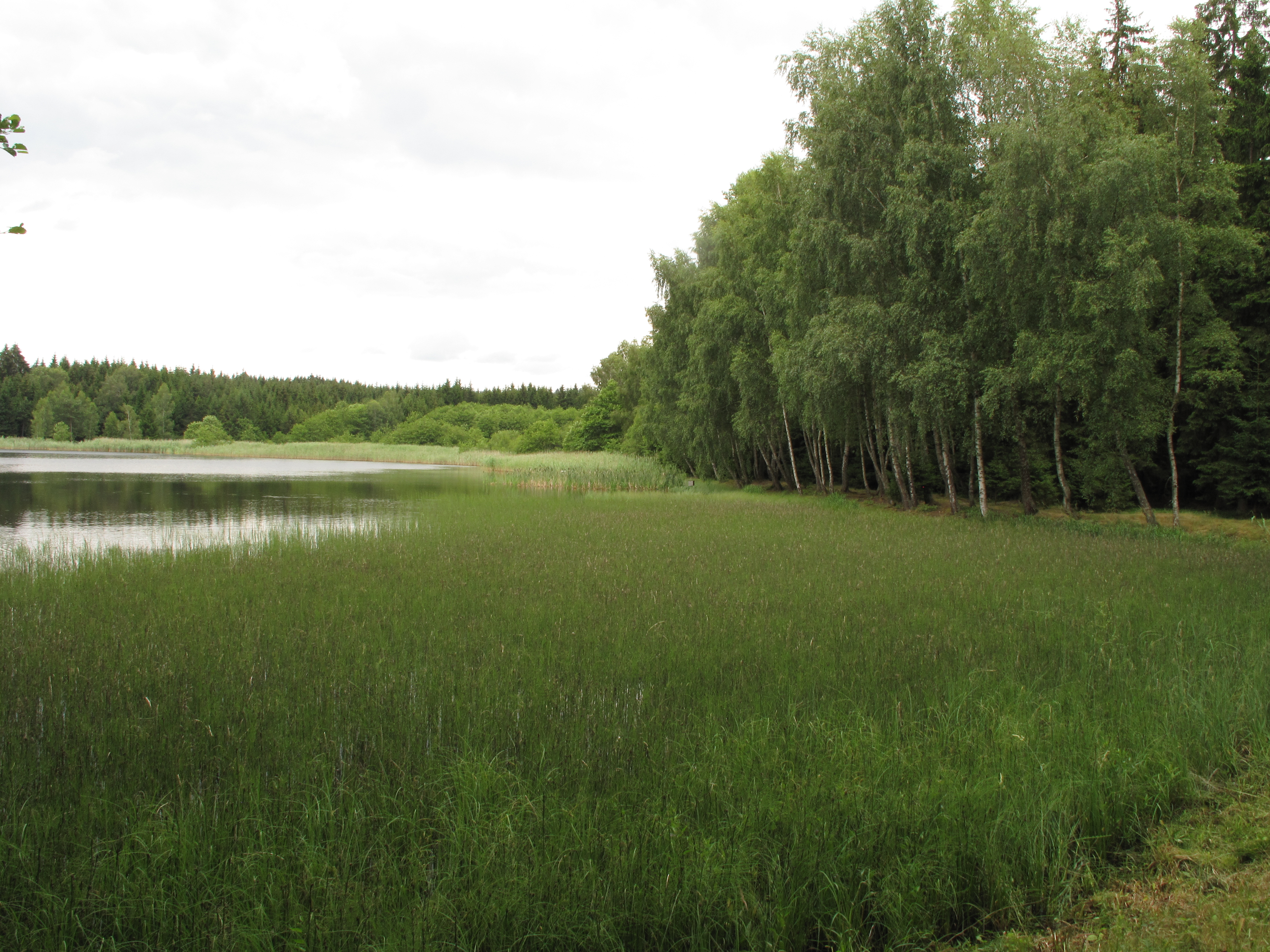
Břeh
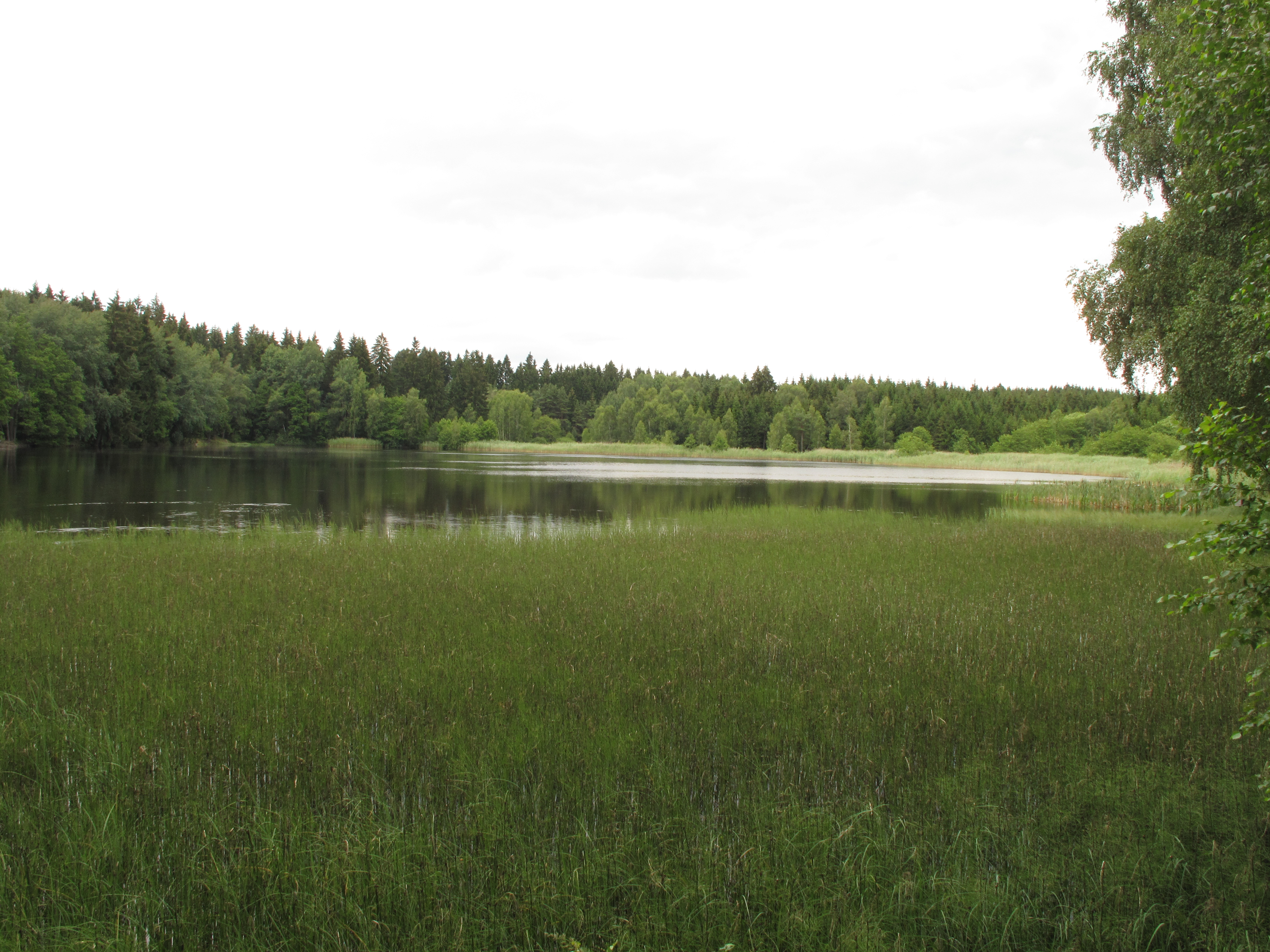